# Eushachia aurata
Eushachia aurata är en fjärilsart som beskrevs av Moore 1879. Eushachia aurata ingår i släktet Eushachia och familjen tandspinnare. Inga underarter finns listade i Catalogue of Life.